# Жан Лепотр
Жан Лепотр (фр. Jean Le Pautre,  28 червня 1618, Париж —  2 лютого 1682, Париж) — французький гравер XVII століття.

## Життєпис
Він — старший брат французького архітектора Антуана Лепотра (1621–1679).
Художню освіту здобув у майстерні інженера і столяра Адама Філіппона. Там же опанував і технологію гравюри. Перша серія офортів, оприлюднена Жаном Лепотром 1645 року, створена за малюнками Адама Філіппона.
Сам довгий час працював дизайнером і гравером. Зазвичай не датував власних дизайнерських рішень і гравюр, що утруднює вивчення його творчості.
За припущеннями, робив у галузі репродукційної гравюри, переводячи у неї популярні зразки тогочасного живопису. Про досягнення у самоосвіті свідчать його численні серії гравюр на релігійні, міфологічні та історичні сюжети. Але в його творчості головувала саме орнаментальна гравюра.
Здібного паризького гравера помітили й дали замову на зображення свят у королівській резиденції Версаль, чим залучили до кампанії уславлення короля Людовика XIV. Серед створених гравюр були й зображення численних декоративних садово-паркових скульптур Версаля. Всі вони передаються до Королівського кабінету гравюр, а Жан Лепотр отримує як нагороду членство у Королівській академії живопису і скульптури. Він робить також ілюстрації до «Звільненого Єрусалима» Торквато Тассо та до книги «Видінь» Кеведо. 
Важливішими для художньої практики були навчальні гравюри до зразків академічного малюнка та альбом (увраж) з античною архітектурою. 
За підрахунками, загальна кількість створених ним гравюр перебільшила 2200 зразків. Постійне прагнення до досконалості привели майстра до відмови від якихось впливів, до відсутності страху перед незаповненими орнаментами порожніх ділянок стін і елегантності, що передувала зразкам вишуканого класицизму і передампіру.

## Галерея

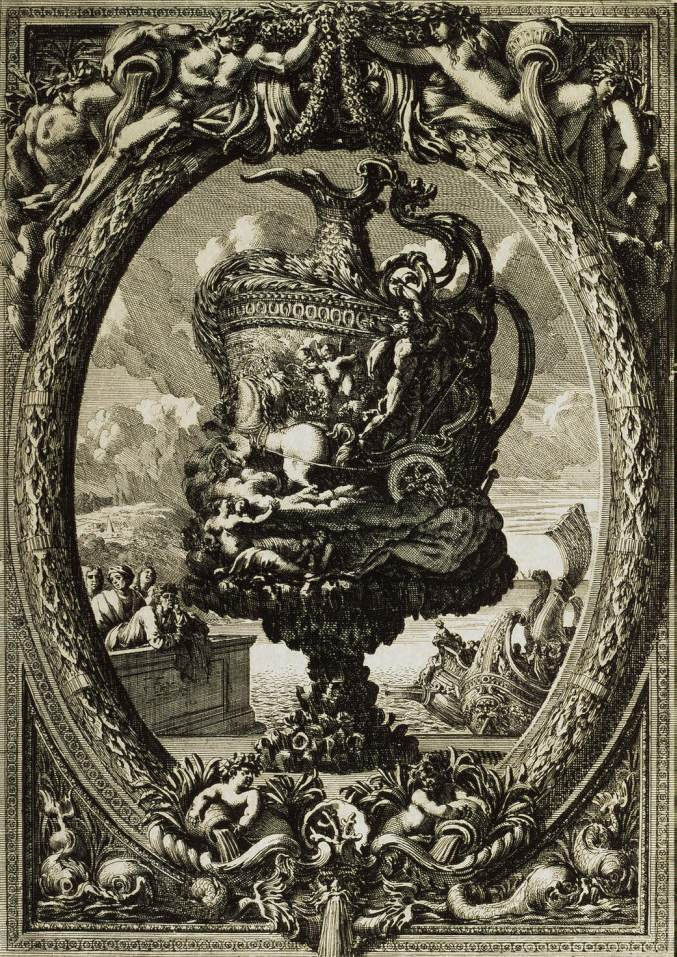
Жан Лепотр. «Коштовна ваза в картуші».

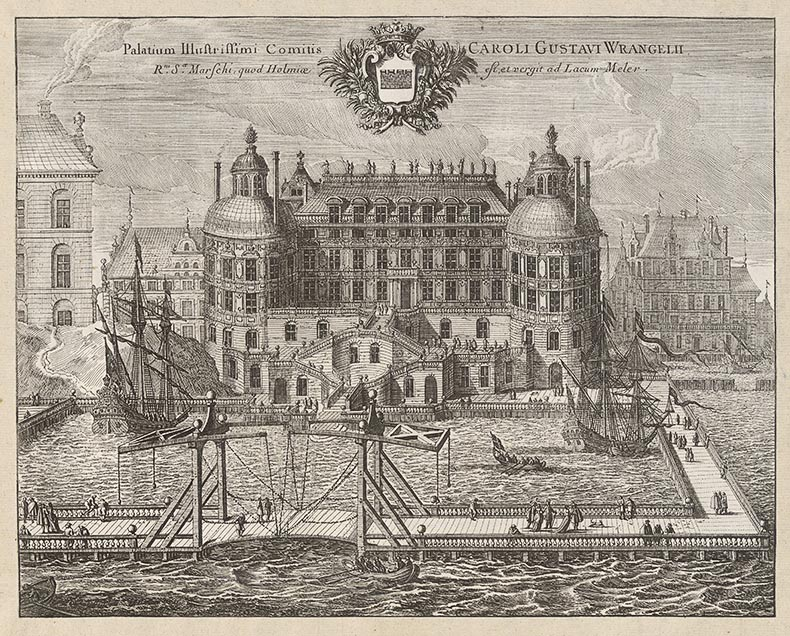
Фасад Врангельського палацу для графа Карла-Густава Врангеля, проект, Стокгольм (перебудований після пожежі)
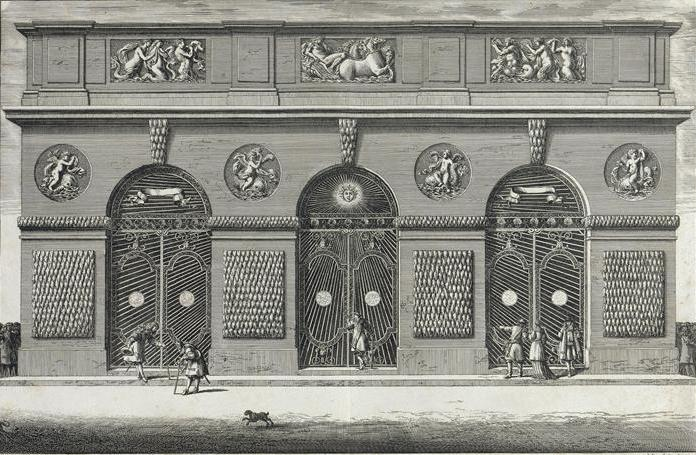
Жан Лепотр. Парковий павільйон Грот, фасад.
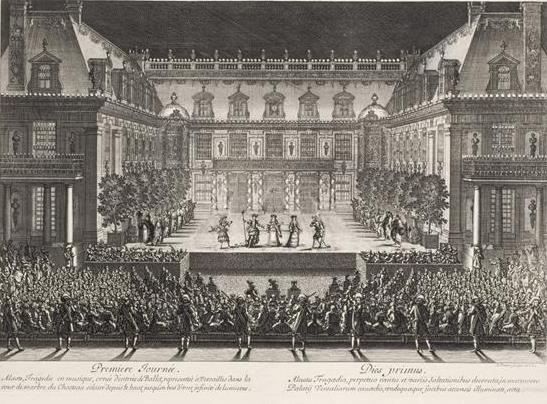
Жан Лепотр. Опера «Альцеста». Вистава у Мармуровому дворі палацу Версаль, 1676 рік
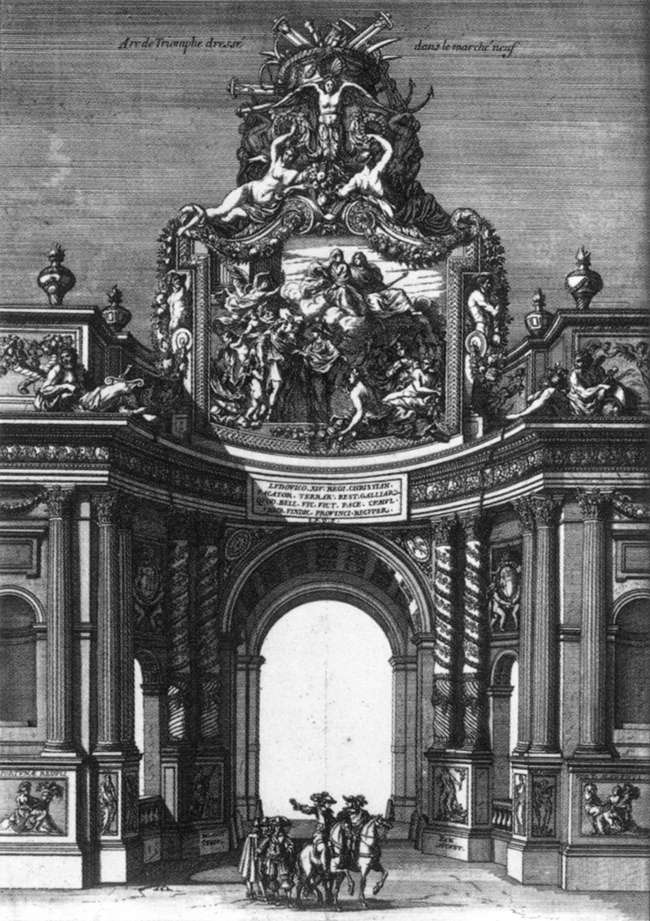
Жан Лепотр. Проект тріумфальної арки

## Див.також
- Французьке бароко
- Офорт
- Гравюра
- Декоративно-ужиткове мистецтво